# Baldr Force Exe
Baldr Force Exe (バルドフォースエクセ barudo foosu ekuse?) es un juego de tiros-acción 2D erótico para adultos desarrollado por la empresa GIGA en el 2003 para PC, adaptándose también para consolas como la Playstation 2 y Dreamcast. El 2006 la historia fue adaptada para crear el anime llamado Baldr Force Exe Resolution (バルドフォースエクセレソリューション barudo foosu ekuse resoriuushion?) que consta de 4 OVAS desarrollados por GIGA, Alchemist, B.E.R Committee y animados por Satelight Studio.

## Historia
En el universo de Baldr Force Exe la tecnología se ha desarrollado hasta el punto que se creó el mundo cibernético llamado "Wired", al cual uno puede entrar usando un chip implantado en el cerebro que es desarrollado por la VSS, las nuevas tecnologías incluyen unos mechas cibernéticos llamados "Simulacrum" con los cuales se puede hackear y luchar en el mundo Wired, pero no todo es perfecto, en los años han ocurrido incidentes de hackeos que han borrado ciudades enteras y han dejado a personas en estado suspendido al "desaparecer" sus conciencias del mundo Wired, también corre un rumor de que muchas veces en varios sitios, se ha visto a una chica de pelo azul la cual no da señales en ningún detector y puede entrar a cualquier servidor no importa que seguridad tenga, a esta entidad se le llamó "Wired Ghost" y no se conoce nada de ella.
La historia se centra en Tooru Sōma,un hacker del grupo Steppen Wolf. Un día el líder de Steppen Wolf Yuuya Nonomura decide de que es hora de que Steppen Wolf se disuelva, pero el grupo decide de que harán una última misión extrema de despedida, ingresan a uno de los servidores de FLAK para probarse a sí mismos, pero tienen la mala suerte de que en el momento que ellos estaban ahí empieza un ataque terrorista, un Simulacrum blanco de FLAK encuentra a Yuuya y Tooru y los ataca, Yuuya muere en ese combate y Tooru al desconectarse se encuentra con la sorpresa de que la policía había capturado a todos los miembros de Steppen Wolf. Tooru es interrogado por la policía hasta que llega el capitán del 1.er pelotón de FLAK, Souji Yagamizawa, le ofrecerá a Tooru olvidarse del crimen que cometió al haber hackeado uno de los servidores de FLAK si se une a ellos, Tooru se unirá con la condición de que sus amigos queden en libertad, además él tiene la intención de encontrar al culpable de la muerte de Yuuya y tomar venganza. Tooru entrara al Chat Room que usaban siempre los miembros de Steppen Wolf, pero queda impresionado al ver que una chica de pelo azul duerme plácidamente en ese lugar que él había cerrado para que nadie entrara, ella al despertar y ver su cara lo primero que dirá será "Onii...chan" (Hermano), Tooru al no saber quien es ella pregunta su nombre, ella se identifica a sí misma como Ren Mizusaka.

## Organizaciones
Steppen Wolf: Grupo de hackers que entraban a servidores de alta seguridad por diversión, no mataban a sus enemigos y les gustaban los desafíos lo que los hacía bastante famosos en el mundo Wired. El día de su disolución el líder Yuuya Nonomura fue asesinado por un Simulacrum de FLAK, los demás miembros (Tooru, Tsukina y Akira) fueron arrestados, pero se les liberó al poco tiempo cuando Tooru se unió a FLAK.
FLAK: Una organización militar de la ONU especializada en el uso de Simulacrums para detener el terrorismo en el mundo Wired
VSS (Virtual Sphere Security): Empresa multimillonaria liderada por Reika Tachibana. Desarrollan los chips cerebrales y poseen una unidad de hackers y Simulacrums de elite que aseguran el mundo Wired.
Fei Dao: Terroristas con creencias "Anti-Chip" dirigidos por Ku Wong, dicen que los chips son usados por el gobierno para dominar a las personas, su objetivo es simple...derrocar la VSS y sacar los chips cerebrales de circulación.

## Personajes Principales
Tooru Sōma (相馬　透 Sōma Tooru?): El personaje principal. Un joven que odia el mundo real por ser aburrido, por eso es que junto con Yuuya formaran el grupo Steppen Wolf, un hacker excepcional en el uso del Simulacrum. Al morir Yuuya él se une a FLAK para poder encontrar al asesino de su amigo, pero se dará cuenta que en FLAK las cosas no son un juego, dudará más de una vez matar a sus enemigos.
Ren Mizusaka (水坂 憐 Mizusaka Ren?): Una chica misteriosa la cual no hay ningún tipo de datos sobre ella, ella tampoco sabe mucho de quien es o de donde viene, ha vivido en el mundo Wired por más de lo que recuerda y es capaz de entrar a cualquier servidor no importa su seguridad. A la única persona que se le acerca es a Tooru, inclusive lo llama Oniichan (hermano)por ser la única persona con la que se siente segura de poder hablar.
Tsukina Sasagiri (笹桐 月菜 Sasagiri Tsukina?): Amiga de la infancia de Tooru y casi su hermana ya que el padre de Tsukina llevó a Tooru a vivir con ellos cuando era pequeño, ella era miembro de Steppen Wolf y se dedicaba a dar soporte de campo a los miembros del grupo, cuando se disolvió Steppen Wolf recibió una carta de la VSS para ser reclutada por la sección de seguridad del mundo Wired, se podría decir que está bien...pero pasan muchas cosas extrañas en la VSS.
Minori Segawa (瀬川 みのり Segawa Minori?): Oficial del 1.er pelotón de FLAK y compañera de Tooru, encargada de dar soporte de campo, es una joven tímida y tranquila que siente una atracción por Tooru. Muchos se preguntan como alguien como ella puede estar en el ejército, pero ella tiene sus motivos para estar ahí.
Ayane Shido (紫藤 彩音 Shido Ayane?): Soldado del 1.er pelotón de FLAK y compañera de Tooru, una hacker excepcional en el uso del Simulacrum apodada "Berserker" por sus compañeros, es una mujer fría y callada a la cual no le gusta el trabajo en equipo, se ganó su apodo por lanzarse al campo de batalla a eliminar a todos los enemigos sin la ayuda de sus compañeros, tiene muchos secretos, pero a pesar de su duro exterior su personalidad es mucho más amable una vez hace amistad con alguien.
Ryang (リャン Ryan?): Terrorista del grupo Fei Dao, una joven enérgica experta en artes marciales y buena luchando en Simulacrum y dando soporte, por extrañas razones ella sufre de amnesias, muchas veces olvidando quien es o donde está. En una de las historias del juego le tomo varios días aprender el nombre de Tooru.
BACHELOR (バチェラ Bachera?): Hacker de elite. No se conoce ni su sexo ni edad, muchas veces hackeaba servidores en compañía de Steppen Wolf y se llevaba bastante bien con Yuuya y Tooru, genio(a) en cosas del mundo Wired y experto(a) en el uso del Simulacrum. Aparecerá de vez en cuando para "jugar" con Tooru.

## Personajes Secundarios

### FLAK
Souji Yagamizawa (八木澤　宗次 Yagamizawa Souji?): Capitán del 1.er pelotón de FLAK. Parece ser una persona en la que no se puede confiar...pero es un experto en combate de Simulacrum.
Kaira Kristen (カイラ・キルステン Kaira Kirusuten?): Soldado del 1.er pelotón de FLAK y compañera de Tooru, de personalidad amistosa y fogosa...nunca deja escapar a un recluta.
Yousuke Kashiwagi (柏木 洋介 Kashiwagi Yousuke?): Soldado del 1.er pelotón de FLAK y compañero de Tooru, al igual que Tooru pertenecía a un grupo de hackers rebelde hasta que fue arrestado y reclutado, es un Play boy que intenta conquistar a todas las mujeres que encuentra.
Iwao Gondō (権堂　厳 Gondō Iwao?): General de FLAK. Un viejo pervertido que no tiene lo suficiente para ser general

### VSS
Reika Tachibana (橘　玲佳 Tachibana Reika?): Multimillonaria presidenta de la VSS, una mujer bella con mucho dinero líder de un grupo de elite.

### Fei Dao
Ku Wong (クーウォン Ku-Whon?): Líder del grupo terrorista Fei Dao, es un hombre tranquilo al cual no le gusta mucho la violencia, pero no duda en usarla para quitar de circulación los chips cerebrales.
Genha (ゲンハ Genha?): Terrorista maniaco con instintos animales. Es el mejor usando Simulacrum del Fei Dao pero su personalidad es maligna. Su hobbie es capturar mujeres bellas y violarlas para hacerlas sus esclavas.

### Steppen Wolf
Yuuya Nonomura (野々村　優哉 Nonomura Yuuya?): Líder de Steppen Wolf y el mejor amigo de Tooru, fue asesinado por un soldado de FLAK en la última incursión en un servidor de alta seguridad del grupo.
Akira Nikaidō (二階堂 あきら Nikaidō Akira?): Miembro de Steppen Wolf con buenas habilidades de hackeo en Simulacrum. Después de ser liberado de la cárcel por coincidencia encuentra el escondite de los terroristas Fei Dao, al conocer a Ku Wong decidió unirse a ellos.

## Música
- Comienzo del juego: Face of Fact de KOTOKO

- Comienzo del Anime: Face of Fact -Resolution ver.- de KOTOKO

- Final del Anime: Undelete de Mami Kawada